# Leydig-Zwischenzelle

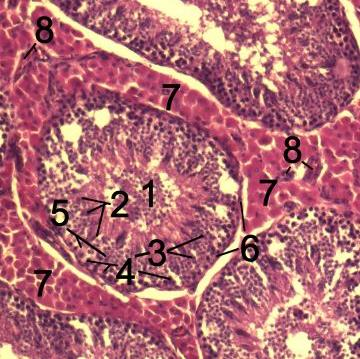
Leydig-Zellen (7) im Bindegewebe des Hodens

Leydig-Zwischenzellen (Endocrinocyti interstitiales, kurz: Leydig-Zellen) sind ein Zelltyp im Interstitium des Hodens. Sie sind nach ihrem Entdecker Franz von Leydig benannt.
Sie besitzen einen runden Zellkern, einen polygonalen Zellleib, umschließen Blutkapillaren und enthalten neben einem reich entwickelten glatten Endoplasmatischen Retikulum und vielen länglichen Mitochondrien Lipidtropfen, Lipofuszingranula, kleine Felder mit rauem Endoplasmatischem Retikulum, Peroxisomen und Reinke-Kristalle (benannt nach dem Anatomen Friedrich Berthold Reinke). Letztere stellen stäbchen- oder keilförmige Eiweißkristalloide dar, deren Funktion unbekannt ist. Die Proliferationsrate der Leydig-Zellen ist gering und ist abhängig von LH. Die Leydig-Zellen produzieren Testosteron, das die Spermienproduktion stimuliert, aber auch auf die ableitenden Spermienkanäle und die akzessorischen Geschlechtsdrüsen einwirkt, die Entwicklung der sekundären Geschlechtsmerkmale fördert, die Talgdrüsenfunktion stimuliert, anabole Wirkung entfaltet und Libido und Potenz fördert. Zudem wird der Insulin-like Factor 3 (INSL3) gebildet.
Beim Leydig-Zell-Stimulationstest werden die Zellen durch die Gabe von humanem Choriongonadotropin stimuliert, um vorhandenes Hodengewebe zu erkennen.

## Embryologie
Die Zwischenzellen (Leydig-Zellen) entwickeln sich im Mesenchym oder wandern aus der Urniere (Mesonephros) ein. Sie liegen zwischen den Hodensträngen und bilden ab der 8. Woche Testosteron. Die Zellzubildung, Differenzierung und Testosteronbildung wird über einen G-Protein-gekoppelten Rezeptor durch das humane Choriongonadotropin (hCG) aus der Plazenta gesteuert. Durch das Testosteron wird die Differenzierung der Genitalwege und der äußeren Genitalien induziert. Die fetalen Leydig-Zellen stellen nach Wegfall des hCGs ihre Testosteronproduktion ein (ab dem 5. Monat) und ihre Zahl nimmt bis zur Geburt um etwa 60 % ab. In den ersten beiden Lebensmonaten steigt die Zahl der Leydig-Zellen und die Testosteronproduktion wieder, danach nehmen beide wieder stark ab und steigen erst zu Beginn der Pubertät wieder an.

## Tumoren
Das Androblastom ist ein sehr seltener Tumor im Hoden oder Eierstock, bei dem neben Leydig-Zwischenzellen auch Sertoli-Zellen und Zellen anderer Gewebe vorkommen.